# David Provan (Fußballspieler, 1956)
David „Davie“ Provan (* 8. Mai 1956 in Gourock) ist ein ehemaliger schottischer Fußballspieler. Als Rechtsaußen gewann er mit Celtic Glasgow zwischen 1978 und 1987 insgesamt vier schottische Meisterschaften, zweimal den FA Cup und einmal den Ligapokal. Darüber hinaus absolvierte er zehn A-Länderspiele für die schottische Nationalmannschaft und war Teil des Kaders der WM-Endrunde 1982 in Spanien, bei der er jedoch in keinem der drei Gruppenspiele eingesetzt wurde.

## Sportlicher Werdegang

### FC Kilmarnock
Provans Profikarriere begann im Jahr 1974 beim FC Kilmarnock, nachdem er für den Jugendklub FC Port Glasgow gespielt hatte. Insgesamt verbrachte der junge Flügelspieler vier Jahre bei „Killie“ und schoss zehn Tore in 139 Pflichtspielen. Dabei war er zweimal Schlüsselspieler in der Mannschaft, die in den Spielzeiten 1973/74 und 1975/76 den Aufstieg als Zweitligavizemeister realisierte. Nach dem erneuten Wiederabstieg wechselte er zu Beginn der Saison 1978/79, die ein drittes Mal die Rückkehr in die höchste schottische Spielklasse einbringen sollte, im September 1978 zu Celtic Glasgow. Zuvor hatte er schon im Oktober 1976 ein Länderspiel für die schottische U21-Auswahl bestritten und galt als eines der größten schottischen Offensivtalente. Mit ausschlaggebend für das Interesse von Celtic war Provans Leistung im direkten Vergleich gewesen, als sich Kilmarnock überraschend Anfang März 1978 gegen den großen Favoriten im FA Cup durchsetzte. Dies war gleichzeitig der erste Erfolg eines unterklassigen Klubs gegen einen amtierenden Pokalsieger.

### Celtic Glasgow

#### Anfangsphase in den späten 1970ern
Celtic hatte sich bei Provans Verpflichtung gegen zahlreiche Mitinteressenten durchgesetzt und investierte die Rekordsumme von 120.000 Pfund. Mit seinem Ex-Klub ging er in Unfrieden auseinander und erst nach zweifacher Nachfrage gaben die Vereinsoberen Provans Gesuch nach, aus seiner Teilzeittätigkeit mit paralleler Beschäftigung in einer Brennerei in Paisley ein Vollzeit-Profiengagement bei einem schottischen Spitzenverein zu machen. Weiteres Ungemach lag in seiner Familie, die eine starke Sympathie für den Rivalen Rangers pflegte.
Am 23. September 1978 debütierte Provan bei einem 3:2-Auswärtssieg gegen Partick Thistle und entwickelte sich schnell zum Stammspieler auf dem rechten Flügel. Sein erstes Tor folgte am 18. November 1978 bei Hibernian Edinburgh und bis zum folgenden Frühling 1979 hatte er sich den Status des Publikumslieblings erarbeitet. Besonders seine Leistung beim 4:2-Sieg gegen die Rangers im Mai 1979 beeindruckte in einem Team, das sich mit zehn Spielern ins Ziel rettete und die Meisterschaft sicherte. In der Saison 1979/80 war Provan Stammspieler und weiter in guter Form. Beim Duell im Europapokal der Landesmeister sorgte er in der ersten Runde gegen Partisan Tirana für eine entscheidende Wende. Nach einem 0:1 im Hinspiel lag Celtic auch daheim mit 0:1 zurück, als Provan alle folgenden vier Tore zum 4:1-Endstand in den folgenden 24 Minuten vorbereitete. Im weiteren Verlauf führte Provan das Team im Viertelfinale zu einem 2:0-Hinspielsieg gegen Real Madrid, der dem unerfahrenen Team jedoch nicht reichte, da das Auswärtsspiel mit 0:3 verloren ging. Der mittlerweile zum Nationalspieler gereifte Provan wurde im April 1980 als Schottlands Fußballer des Jahres geehrt, wenngleich die Titelverteidigung misslang, da die bereits deutliche Führung eingebüßt und der FC Aberdeen neuer schottischer Meister wurde. Entschädigt wurde der Verlust durch den Gewinn des FA Cups. Im Finale gegen die Rangers bekleidete Provan eine ungewohnte Position im Mittelfeld und bereitete per Eckball das Siegtor von George McCluskey in der Verlängerung vor. Provan galt mittlerweile als einer der spektakulärsten Spieler im Profifußball, auch äußerlich mit seinen langen lockigen Haaren, dem Hemd aus der Hose und herunterhängenden Stutzen. Mit seinen Außenbahnläufen und präzisen Flanken schuf er ein wichtiges Element in dieser erfolgreichen Celtic-Ära.

#### Dauersieger zu Beginn der 1980er-Jahre
Nach verletzungsbedingten Pausen zu Beginn der Saison 1980/81 ging seine Genesung zum Jahreswechsel mit einer Serie ungeschlagener Spiele einher (zwischen dem 27. Dezember und dem 2. Mai). Dies hatte den erneuten Meistertitel zur Folge und das Team hatte mit Offensivfußball überzeugt, das neben Provan mit Spielern wie Frank McGarvey, Charlie Nicholas und McCluskey glänzte. Besonders gegen die Rangers hatte Provan wieder gute Leistungen gezeigt; nach dem 3:1 daheim im Februar 1981 bereitete er das 1:0 im Ibrox Park am 18. April vor. Vier Tage später sorgte der 3:2-Auswärtssieg bei Dundee United für die Entscheidung im Meisterschaftskampf, zu dem Provan erneut zwei Treffer vorbereitete. Im Herbst 1981 war er weiter in guter Form und schoss ein besonders schönes Tor beim 4:1-Sieg im Ligapokal gegen den FC St. Johnstone. Zwei Auswärtssiege bei den Rangers (2:0) und in Aberdeen (3:1) wiesen den Weg zur erneuten Meisterschaft 1982, wobei Provan zu Beginn des neuen Jahres mit Blessuren zu kämpfen hatte, sich dann aber in der entscheidenden Phase zurückmeldete. Dies reichte auch für seine Nominierung in den 22-Mann-Kader für die WM-Endrunde in Spanien, wo er jedoch nicht zum Einsatz kam.
Provans Titelsammlung setzte sich in der Saison 1982/83 fort und wurde ergänzt mit dem Ligapokal nach einem 2:1-Finalsieg gegen die Rangers am 4. Dezember 1982. Auch hier hatte er mit beiden Assists maßgeblichen Anteil am Erfolg. In dieser Phase gelang Celtic eine Serie von drei Siegen gegen den Erzrivalen innerhalb von neun Wochen, wobei die Rangers in Reaktion auf den durch Provan erzeugten Druck mit einem Personalwechsel auf der linken Abwehrseite reagiert hatten. Der „Titel-Hattrick“ gelang nicht, da sich überraschend Dundee United die erste schottische Meisterschaft in der Vereinsgeschichte sichern konnte. Daraufhin trat Celtics Trainer Billy McNeill zurück; ihm folgte David Hay nach.

#### Trainerwechsel und frühzeitiges Karriereaus
Die Hochphase bei Celtic war damit zu Ende und der zunehmende Mangel an Konstanz färbte auch auf Provan ab. Erst am 2. November 1983 zeigte er sich wieder in alter Stärke beim beeindruckenden 5:0-Sieg im UEFA-Pokal gegen Sporting Lissabon. Drei Tage später gewann Celtic mit 2:1 bei den Rangers, aber die Freude darüber wurde aufgrund einer Knieverletzung bei Provan getrübt. Der Verein reagierte im Dezember mit der Verpflichtung von John Colquhoun unter anderem als „Backup“ für Provan, der sich seinen Stammplatz im Frühjahr 1984 aber zurückeroberte. Im Finale des schottischen Pokals war er Teil einer tapferen Celtic-Mannschaft, die sich ab der 38. Minute bis in die Verlängerung gegen Aberdeen rettete, sich dort aber knapp mit 1:2 geschlagen geben musste. Nach dieser titellosen Saison gewann Provan mit Celtic in der Saison 1984/85 ein zweites Mal den FA Cup und sorgte im Endspiel gegen Dundee United selbst für den 1:1-Ausgleich 15 Minuten vor Spielende (McGarvey traf acht Minuten später zum 2:1-Endstand).
Die Saison 1985/86 brachte Provan die vierte und letzte Meisterschaft in seiner Karriere. Dabei verlief das Jahr nicht nach Wunsch und im Verlauf einer 0:3-Niederlage am 9. November 1985 bei den Rangers wurde Provan mit einem starken Gefühl von Unwohlsein ausgewechselt. Später wurde bei ihm das Chronische Fatigue-Syndrom diagnostiziert, womit das Ende seiner Laufbahn eingeleitet wurde. Am 15. Januar 1986 versuchte er sich mit einem Comeback gegen den FC Motherwell, musste aber letztlich seiner Krankheit Tribut zollen und trat im Jahr 1987 zurück. Insgesamt hatte er für Celtic 303 Pflichtspiele bestritten und dabei 42 Tore geschossen.

### Schottische Nationalmannschaft
Provan absolvierte zehn A-Länderspiele für die schottische Nationalmannschaft. Er debütierte im November 1979 gegen Belgien und schoss am 28. April 1981 in einem WM-Qualifikationsspiel gegen Israel (3:1) sein erstes und einziges Tor für Schottland. Nach der gelungenen Qualifikation für die WM-Endrunde 1982 in Spanien nominierte ihn Trainer Jock Stein in den 22-Mann-Kader. 
Dort kam er jedoch in keinem der drei Gruppenspiele zum Einsatz. Dass Provan auf verhältnismäßig wenige Länderspiele kam, lag auch an der hochkarätigen Konkurrenz auf dem rechten Flügel mit Spielern wie John Robertson (Nottingham Forest), Davie Cooper (Glasgow Rangers) und Peter Weir (FC Aberdeen).

## Nach dem Fußball
Nach dem Ende seiner Fußballerkarriere begann Provan als Experte und Kommentator für Sky Sports zu arbeiten. Dabei wurde er für die englische Premier League, die Champions League und die schottische Premier League eingesetzt. Dazu arbeitete er als Kolumnist für die schottische Ausgabe der News of the World und danach für das Boulevardblatt The Sun. Im Jahr 2022 verabschiedete er sich in den Ruhestand und zog nach Spanien.

## Titel/Auszeichnungen
- Schottlands Fußballer des Jahres (1): 1979/80
- Schottische Meisterschaft (4): 1978/79, 1980/81, 1981/82, 1985/86
- Schottischer Pokal (2): 1979/80, 1984/85
- Schottischer Ligapokal (1): 1982/83